# Elektrifikace

Elektrifikace ve světě: podíl obyvatelstva s přístupem k elektrické energii:
80–100 %
60–80 %
40–60 %
20–40 %
0–20 %
Neznámo

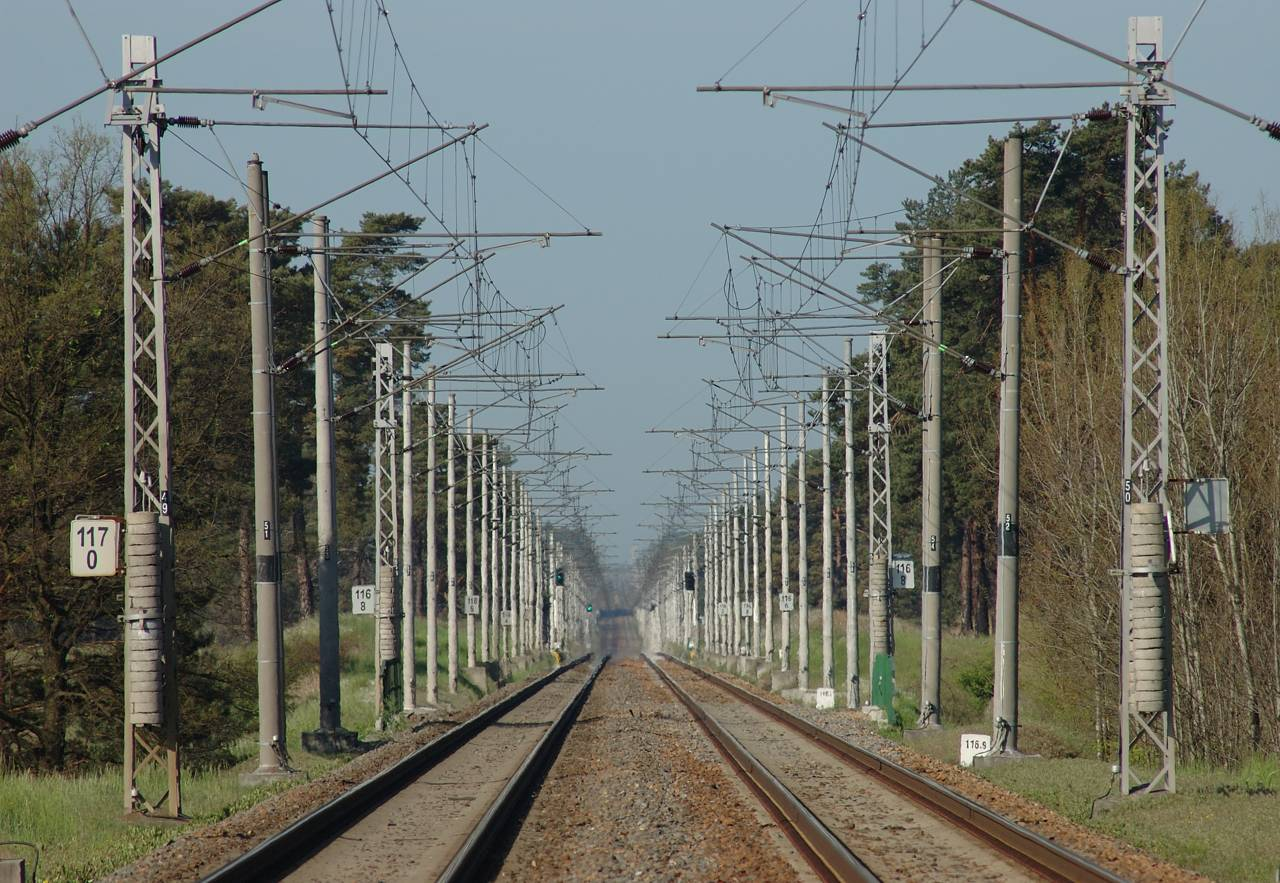
Elektrifikovaná železniční trať

Elektrifikace je proces úpravy nebo změny podstaty systému tak, aby ke své činnosti využíval elektrickou energii, nebo také plošné rozšíření používání elektrického proudu, resp. elektrické sítě. Obdobně utvořeným slovem je např. plynofikace.
Tímto pojmem se označuje zejména budování potřebné infrastruktury pro zásobování domů a továren elektrickou energií. Pro zavádění elektrické trakce na železnici se v české praxi často používá slovo elektrizace.
První veřejná elektrárna byla otevřena roku 1881 v Godalmingu. K elektrifikaci měst a obcí v Česku docházelo především před koncem 19. století (Žižkov 1889, Karlín 1895, Smíchov 1897) a v první polovině 20. století. Elektrifikace Československa byla slavnostně ukončena roku 1960.
Poslední elektrifikovanou obcí na území Česka se udává obec Hrčava v roce 1955. Avšak podle obecní kroniky byla Horažďovická Lhota elektrifikována v dubnu 1958.[zdroj⁠?!]

## Elektrifikace železničních tratí
Elektrifikace železničních tratí je proces, kdy je železniční trať vybavována pevnými trakčními zařízeními, která slouží pro napájení hnacích vozidel elektrickou energií. Trať, která je těmito prvky vybavena, se nazývá elektrifikovaná trať.

### Elektrifikace (elektrizace) železničních tratí v Česku
V české technické praxi se pro elektrifikaci železničních tratí často používá specifický výraz elektrizace. Používal jej zakladatel české technické normalizace Vladimír List, je přítomen v názvu podniku Elektrizace železnic, založeného v roce 1954 a užívá se v některých dokumentech Správy železnic.
Na železnici v České republice se používají následující trakční soustavy:
- stejnosměrná 3 kV
- střídavá 25 kV, 50 Hz,

okrajově se zde používá též
- stejnosměrná 1,5 kV (Tábor – Bechyně, první elektrifikovaná trať na území dnešní ČR[11])
- střídavá 15 kV, 16,7 Hz (Znojmo – Šatov – Retz, elektrifikace proběhla v letech 2008–2009,[12] navazuje na rakouskou trakční soustavu 15 kV, 16,7 Hz, dříve 16 2/3 Hz).[13]

Mezi pevná trakční zařízení patří:
- napájecí stanice, které jsou vybaveny elektrickým zařízením odpovídajícím příslušné napájecí soustavě
  - u stejnosměrného napájení typicky – třífázový transformátor a můstkový usměrňovač
  - u střídavého napájení typicky transformátor ve speciálním jednofázovém zapojení
- spínací stanice
- trakční (trolejové) vedení nebo napájecí (třetí) kolejnice.

Z celkem 9 487 km železničních tratí, které v roce 2013 provozoval tehdejší český státní provozovatel Správa železniční dopravní cesty, bylo 1 907 km dvoukolejných nebo vícekolejných, 7 557 km jednokolejných, elektrizovaných bylo 3 078 km (tj. necelá třetina), z toho 1 820 km stejnosměrnou soustavou (3 kV a 1,5 kV) a 1 305 km soustavou 25 kV 50 Hz.
Ke konci roku 2021 provozovala Správa železnic celkem 9 377 km železničních tratí, z nichž 2 039 km bylo dvoukolejných nebo vícekolejných, 7 337 km jednokolejných, elektrizovaných bylo 3 217 km (tj. více než třetina), z toho 1 796 km stejnosměrnou soustavou (3 kV a 1,5 kV) a 1 383 km soustavou 25 kV 50 Hz.